# Fossano Calcio SSD
Fossano Calcio Società Sportiva Dilettantistica, zkráceně jen Fossana je italský klub hrající v sezoně 2024/25 4. italskou fotbalovou ligu, sídlící ve městě Fossana v regionu Piemont.

## Změny názvu klubu
- 1919 – 1926/27 – US Fossanese (Unione Sportiva Fossanese)
- 1930 – 1943/44 – AC Fossano (Associazione Calcio Fossano)
- 1945 – 2003/04 – US Fossanese (Unione Sportiva Fossanese)
- 2004/05 – 2004/05 – US Fossanese ASD (Unione Sportiva Fossanese Associazione Sportiva Dilettantistica)
- 2005/06 – ASD Fossano Calcio (Associazione Sportiva Dilettantistica Fossano Calcio)

## Získané trofeje

### Vyhrané domácí soutěže
- 5. italská liga (1x)

2018/19

## Účast v ligách
| Úroveň soutěže | Název soutěže (nynější název) | První hraná sezona | Poslední hraná sezona | celkem odehraných sezon |
| -------------- | ----------------------------- | ------------------ | --------------------- | ----------------------- |
| 3              | Serie C                       | 1945/46            | 1951/52               | 7                       |
| 4              | Serie D                       | 1952/53            | 2024/25               | 15                      |
| 5              | Eccellenza                    | 2016/17            | 2023/24               | 4                       |